# Zlatovranka
Zlatovránka (znanstveno ime Coracias garrulus) je ptica iz reda vpijatov (Coraciiformes). Spada v družino zlatovrank (Coraciidae). Njeno območje razširjenosti se razteza od zahodne Azije do Maroka. Zlatovranka je ptica selivka, ki prezimuje v Južni Afriki. V Sloveniji je redek poletni gost in je ena od stotridesetih ogroženih vrst na Slovenskem.
Zlatovranka je ptica, ki živi v toplem podnebju in odprti pokrajini z nekaj drevesi. Je čokata, velikosti kavke in zelo barvita. V glavnem prevladuje modra barva s toplorjavo na hrbtu. Velikokrat med prežanjem za velikimi žuželkami, kuščaricami ali žabami sedi na drevesih ali na električnih žicah, kot velikanski srakoperji.
Vrsta je še posebej lepa v živahnem, odločnem in premočrtnem letu, ko se njeno modrikasto perje skupaj s črnimi peresi lesketa v sončni svetlobi. Spola sta si podobna, mladiči so enaki kot odrasli, vendar bolj rjavosivi.
Obnaša se kot priba, v letu pa vijuga in se obrača. Veliko vrst izvaja prave akrobacije v zraku, kar je dalo družini tudi angleško ime »roller«.
Naravno gnezdi brez podlag v drevesnih duplih, peščenih rovih in skalih razpokah, pa tudi v umetni gnezdilnici, razpokah v suhem zidu ali v samotni stavbi. Znese do štiri jajca.
Oglaša se z rezkim in hrapavim kraak-ak, glasom, podobnim vranjemu.